# Trachyrhinus rectipalpus
Trachyrhinus rectipalpus is een hooiwagen uit de familie Sclerosomatidae.